# Os Três Cabritos Rudes

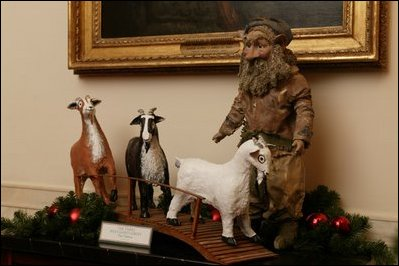
Decoração de Natal da Casa Branca, em 2003, tendo por tema “Os Três Cabritos Rudes”

“Os Três Cabritos Rudes”  é o título de um conto de fadas norueguês (no original: De tre bukkene Bruse), que foi coletado por Peter Christen Asbjørnsen (1812-1885) e Jørgen Engebretsen Moe (1813-1882), em seus “Contos Populares Noruegueses”,  obra publicada pela primeira vez entre 1841 e 1844. Ele está posto no Sistema de classificação de Aarne-Thompson, sob o número 122E, com o tema  "coma-me, quando eu estiver gordo". Em Portugal, por  vezes,  o título é traduzido como “Os Três Carneirinhos”.
O  videogame “Simão, o Feiticeiro" (Simon the Sorcerer) faz uma paródia deste conto, sendo que, numa ponte que o jogador deve cruzar, aparecem os cabritos e o troll.

## História
A história apresenta três cabritos, por vezes identificados na história como o filhote, o pai e o avô; mas, na maioria das versões descritos como irmãos. No local onde vivem já não há grama suficiente para comer. Então, eles precisam atravessar um rio para chegar a um prado, do outro lado, para comerem e engordarem. Para isso, eles têm que atravessar uma ponte, sob a qual vive um troll temível que come quem por lá passa. O cabrito menor é o primeiro a cruzar, sendo imediatamente interrompido pelo troll que ameaça devorá-lo. O cabrito logo o convence a esperar o próximo, porque ele é maior e lhe dará maior satisfação. O guloso troll concorda e permite que o cabrito menor cruze a ponte. O cabrito médio, vendo que o mais jovem cruzou, chega à conclusão de que a ponte, afinal de contas, deve ser segura. Porém, também é interrompido pelo troll que lhe faz  a mesma ameaça. O segundo cabrito também recebe permissão para atravessar, depois que ele diz ao troll para esperar o último que é bem maior e lhe forneceria muito mais carne. O terceiro cabrito, então chega à ponte, sendo  parado pelo faminto troll. No entanto, quando o troll se posta no meio da ponte, o terceiro cabrito é tão grande que ele facilmente fura os olhos do o troll com seus chifres, o lança no rio e cruza a ponte, tranquilamente. Desde então, a ponte é segura e, no verão, todos os três cabritos podem ir para os campos ricos ao redor da fazenda. Todos viveram felizes para sempre. O troll, no entanto, nunca mais foi visto.

## Visão Geral
A história é essencialmente um conto sobre a superioridade da inteligência sobre a força física, do bem sobre o mal. Os primeiros dois bodes salvaram as suas vidas usando sua inteligência. Também poderia ser argumentado que os dois primeiros tiveram uma ação um pouco irresponsável e despreocupada, pondo os irmãos em perigo, dizendo que o troll para esperar o próximo. Em última análise, o cabrito bode, que é o mais velho, mais forte e mais esperto do que os dois jovens e o troll, surge como o herói  da história. Outra perspectiva é que o protagonista seria o troll e a moral seria “é preferível aceitar um bom negócio do que esperar por um melhor”.